# モカシン (潜水艦)
|          |                                                 |
| 艦歴     |                                                 |
| 発注:    |                                                 |
| 起工:    | 1900年11月8日                                   |
| 進水:    | 1901年8月20日                                   |
| 就役:    | 1903年1月17日                                   |
| 退役:    | 1919年12月12日                                  |
| 除籍:    |                                                 |
| その後:  | 標的艦                                          |
| 性能諸元 |                                                 |
| 排水量:  | 107トン                                         |
| 全長:    | 64 ft (20 m)                                    |
| 全幅:    | 12 ft (4 m)                                     |
| 吃水:    | 11 ft (3 m)                                     |
| 機関:    |                                                 |
| 最大速:  | 水上：8ノット (15 km/h) 水中：7ノット (13 km/h) |
| 兵員:    | 7名                                             |
| 兵装:    | 18インチ魚雷発射管1門                           |

モカシン(USS Moccasin, SS-5)は、アメリカ海軍の潜水艦。プランジャー級潜水艦の一隻。その名を持つ艦としては2隻目。

## 艦歴
モカシンは1900年11月8日にニュージャージー州エリザベスのクレセント造船所で起工した。1901年8月20日に進水し、1903年1月17日に艦長フランク・L・ピニー少尉の指揮下、ニューヨーク州ニューサフォークのホーランド工廠で就役する。
就役後はニューポートの海軍水雷基地で作戦活動および訓練に従事し、1904年6月15日にノーフォークの予備役水雷戦隊に配属、5年近く不活性化の上保管された。1909年7月20日にモカシンは給炭艦シーザー (Caesar) に積み込まれ、フィリピンに運ばれる。姉妹艦のアッダー (USS Adder, SS-3) も同様に前方甲板に貨物として積み込まれ運ばれた。10月1日にオロンガポに到着し、モカシンは10月7日に進水する。1910年2月10日に再就役し、マニラを拠点としたアジア水雷艦隊の第1潜水隊に配属された。
モカシンは1911年11月17日にA-4と改名された。第一次世界大戦の間、姉妹艦と共にモカシンはマニラ湾入り口の警戒、船団警護を行う。予備役に置かれた後、A-4は1919年12月12日にカヴィテで退役した。